# خوسيه كارلوس دي أسيس
خوسيه كارلوس دي أسيس (بالبرتغالية: José Carlos de Assis‏) هو صحفي وكاتب واقتصادي برازيلي، ولد في 1948.